# Regina de Lamo
Regina de Lamo y Jiménez (* 7. September 1870 in Úbeda; † 17. November 1947 in Barcelona) war eine spanische Pianistin, Musik- und Gesangslehrerin, Intellektuelle und Aktivistin bis zum Beginn der Franco-Diktatur in Spanien. Sie schrieb zu den Themen Feminismus und Frauenrechte, dem Genossenschaftsmodell in der Wirtschaft, Syndikalismus und Anarchismus. Sie unterzeichnete ihre Schriften als Regina Lamo Jiménez, Regina de Lamo Ximénez, Regina Lamo de O'Neill oder mit dem Pseudonym Nora Avante.

## Leben
Regina de Lamo y Jiménez wurde als Tochter von Anselmo de Lamo und Micaela Jiménez im ländlichen Andalusien geboren. Die Eltern waren Liberale und um ihr und ihrem Bruder Carlos eine Ausbildung in einem weniger traditionellen Umfeld und mehr nach den Ideen der Institución Libre de Enseñanza zu bieten, zog die Familie 1876, als sie sechs Jahre alt war, nach Madrid.
Als Ergebnis ihrer jungen Studien wurde Lamo mit dem Primer Premio Nacional de Piano des Real Conservatorio Superior de Música de Madrid ausgezeichnet und gewann einen ersten Preis am Pariser Konservatorium. In Madrid lernte sie ihren zukünftigen Ehemann Enrique O’Neill Acosta kennen, einen fünfzehn Jahre älteren Mann, einen verwitweten Vater und mexikanischen Diplomaten irischer Abstammung, der als Lehrer arbeitete. Sie heirateten und bekamen zwei Töchter, Carlota O’Neill de Lamo im Jahr 1905 und Enriqueta O’Neill de Lamo im Jahr 1909. Nach den ersten Jahren als Mutter, in denen sie sich auf ihre Töchter konzentrierte, nahm sie eine Vortrags- und Publikationstätigkeit wieder auf.
Zu Beginn des Spanischen Bürgerkriegs wurde ihr Schwiegersohn getötet, und ihre Tochter Carlota wurde inhaftiert und von den Kindern getrennt. Sie verbrachte den Krieg in Madrid und arbeitete in der Asistencia Infantil mit, die sich um die Evakuierung von Kindern auf der republikanischen Seite kümmerte. Während sie mit allen Mitteln versuchte, ihre Tochter und ihre verlorenen Enkelinnen zu finden, kümmerte sie sich um ihre Enkeltochter Lidia, die Tochter von Enriqueta.
Nach dem Krieg zog sie mit ihrer Tochter Enriqueta nach Barcelona, wo sie eine Stelle als Lektorin erhielt, die sie mit ihrer Arbeit als Journalistin und Übersetzerin aus dem Englischen und Französischen verband. Sie schrieb und unterrichtete auch Musik, Klavier und Gesang. Als ihre Tochter Carlota fünf Jahre nach ihrer Inhaftierung freigelassen wurde, zog sie zu ihnen in ihr Haus in Barcelona. Dank der Intervention von José Bernabé Oliva erhielt die Tochter das Sorgerecht für die Enkelinnen zurück. Um die Familie finanziell zu unterstützen, veröffentlichten die drei Frauen weiter unter Pseudonymen: Lamo als Nova Avante, ihre Tochter Enriqueta als Regina Flavio und ihre Tochter Carlota als Laura de Noves.
Sie starb im Alter von siebenundsiebzig Jahren am 17. November 1947 in Barcelona.

## Wirken
Lamo begann ihre berufliche Laufbahn als Musik- und Gesangslehrerin, zu ihren Schülern gehörte Estrellita Castro. Ihr breites Interesse führte sie jedoch bald dazu, ihr Tätigkeitsfeld auf andere Bereiche auszudehnen und eine multidisziplinäre Laufbahn einzuschlagen.
Sie schrieb Presseartikel und Essays. Sie war Journalistin, Dichterin und Theaterautorin. Sie wird zusammen mit Carmen de Burgos, Sofía Casanova, Consuelo Álvarez Pool, Blanca de los Ríos, Belén de Sárraga und Rosario de Acuña als eine der Schriftstellerinnen der Generación del 98 angesehen.
Lamo taucht immer wieder in den Chroniken der sozialen Bewegungen der 1920er und 1930er Jahre auf. Sie gründete 1920 in Valencia die erste Banco Obrero (eine genossenschaftliche Variante der Tafel) und die Editorial Cooperativa Obrera. Sie schrieb zusammen mit Lluís Companys und Amadeu Aragay für die Zeitschrift La Terra. Sie reiste ständig durch die iberische Halbinsel und verschiedene europäische Länder. Sie war Rednerin auf dem Congreso Regional de Cooperativas de Cataluña (Genossenschaftskongress Katalonien) im Jahr 1920, Delegierte des Crédito Popular Cooperativo de Valencia auf dem Primer Congreso Nacional de Cooperativas (Nationaler Genossenschaftskongress) im Jahr 1921 und beteiligte sich an der Gründung von landwirtschaftlichen Gewerkschaften wie der L'Unió de Rabassaires i altres cultivadors del Camp de Catalunya (UR) im Jahr 1922. Als Delegierte der Internationalen Arbeitsorganisation (ILO) und des Völkerbundes reiste sie zusammen mit Clara Campoamor nach Genf.
Sie arbeitete im marxistisch-feministischen Verlag Nosotras mit Hildegart Rodríguez und Irene Falcón zusammen. Sie schrieb das Vorwort zu dem Buch Escrits politics von Federica Montseny und auch Las reivindicaciones femeninas von Santiago Valentí Camp im Jahr 1927. Und sie war verantwortlich für die Herausgabe der letzten Ausgaben der Werke von Rosario de Acuña, einer Weggefährtin ihres Bruders Carlos.  Als Feministin war sie eine Aktivistin für die Rechte der Frauen. Sie setzte sich leidenschaftlich für Geburtenkontrolle und das Recht auf Abtreibung, Eugenik, Euthanasie und freie Liebe ein und war auch in anderen Bereichen aktiv.
Lamo war auch in anderen Bereichen ihrer Interessen aktiv. Sie war Mitbegründerin der Asociación de amigos de los animales y las plantas en España (Vereinigung der Freunde der Tiere und Pflanzen in Spanien). Sie war eine glühende Verfechterin der Abschaffung des Stierkampfes und setzte sich dafür ein, dass die an Stierkämpfen teilnehmenden Pferde Schutzpanzer tragen mussten.